# فاآر
فاآر (بالفارويَّة: Vágar، وتُلفظ: [vɔːaɹ]، وبالدنماركيَّة: Vågø) هي واحدة من ثمانية عشر جزيرة تشكل جزر فارو وهي ثالث أكبر جزيرة بعد ستريموي وإيستروي.